# Heupelzen
Heupelzen é um município localizada no distrito de Altenkirchen, na associação municipal de Verbandsgemeinde Altenkirchen, no estado da Renânia-Palatinado.

## População
| - 1815 – 78 - 1835 – 118 - 1871 – 154 - 1905 – 174 - 1939 – 187 - 1950 – 178 | - 1961 – 180 - 1965 – 193 - 1970 – 202 - 1975 – 211 - 1980 – 200 - 1985 – 211 | - 1987 – 204 - 1990 – 203 - 1995 – 245 - 2000 – 285 - 2005 – 272 |